# Platygaster striaticeps
Platygaster striaticeps är en stekelart som först beskrevs av William Harris Ashmead 1893.  Platygaster striaticeps ingår i släktet Platygaster och familjen gallmyggesteklar. Inga underarter finns listade i Catalogue of Life.